# Vic-en-Bigorre
Vic-en-Bigorre – miejscowość i gmina we Francji, w regionie Oksytania, w departamencie Pireneje Wysokie.
Według danych na rok 1990 gminę zamieszkiwały 4893 osoby, a gęstość zaludnienia wynosiła 153 osób/km² (wśród 3020 gmin regionu Midi-Pireneje Vic-en-Bigorre plasuje się na 60. miejscu pod względem liczby ludności, natomiast pod względem powierzchni na miejscu 269.).